# Biblioteca Nacional d'Irlanda
La Biblioteca Nacional d'Irlanda (anglès National Library of Ireland, gaèlic irlandès Leabharlann Náisiúnta na hÉireann) és una biblioteca nacional situada a Dublín, Irlanda, en una construcció dissenyada per Thomas Newenham Deane. El Ministre d'Arts, Patrimoni i Gaeltacht és el membre del Govern Irlandès responsable de la biblioteca.
L'edifici obra de Thomas Newenham Deane es va inaugurar en 1890 per albergar la col·lecció bibliogràfica de la Societat Real de Royal Dublin.
La biblioteca és una biblioteca de recerca. Té una gran quantitat de material Irlandès, o relacionat, que pot ser consultat sense càrrec; això inclou llibres, mapas, manuscrits, música, diaris, periòdics i fotografias. Inclòs en les seves col·leccions hi ha material editat de forma privada pels editors del govern.
L'Oficina Genealògica i l'Arxiu Fotogràfic Nacional estan adjunts a la biblioteca. La biblioteca alberga exposicions i un arxiu de diaris irlandesos. Està també el Centre Nacional ISSN d'Irlanda. La biblioteca també proveeix un nombre important d'altres serveis incloent genealogia.
L'edifici principal de la biblioteca és el Kildare Street, al costat de Leinster House i la secció d'arqueologia de la Museu Nacional d'Irlanda.

## Història
La Biblioteca Nacional d'Irlanda va ser establerta per la Dublin Science and Art Museum Act de 1877, que establia que la major part de les col·leccions en poder de la Royal Dublin Society s'havien d'atorgar al llavors Departament de Ciències i Arts per al benefici del públic i de la societat, i pels efectes de la llei.

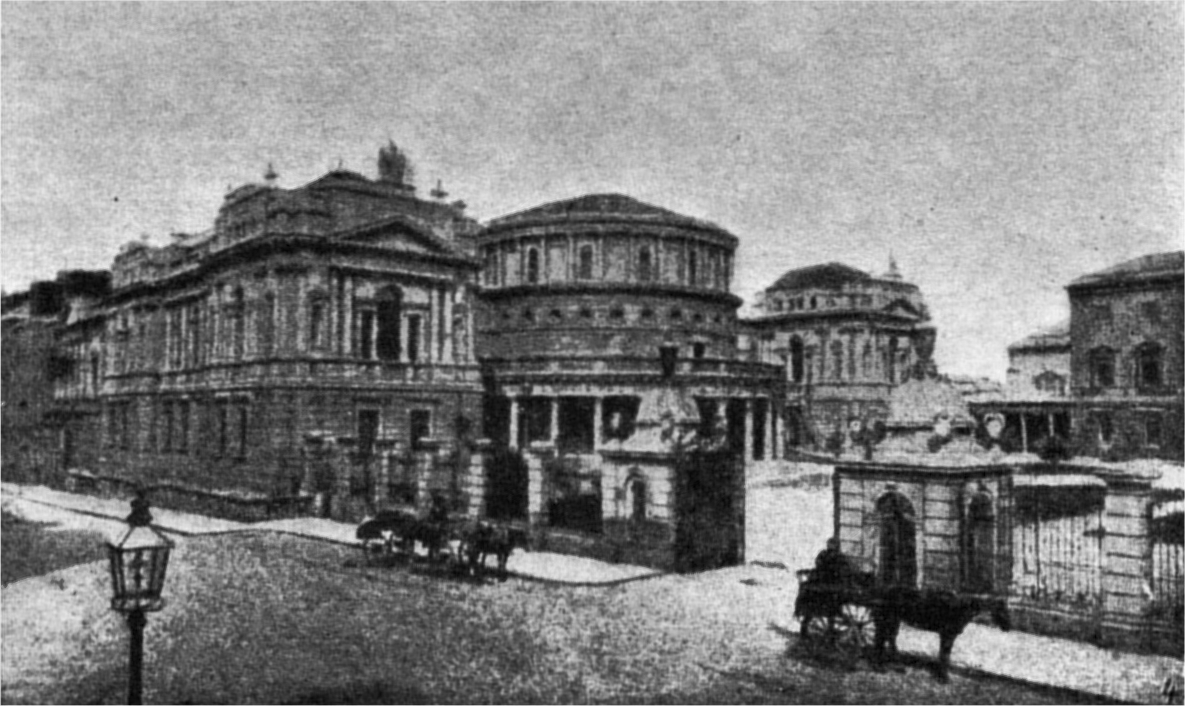
Fotografia històrica de la Biblioteca Nacional d'Irlanda (1907) presa del Nordisk familjebok

Un acord de 1881 preveia que la Biblioteca podia treballar sota la supervisió del Consell dels Dotze Consellers, vuit dels quals eren nomenats per la Society i quatre pel govern. Aquest acord també conferia als consellers l'obligació de nomenar els encarregats de la BIblioteca. Aquest acord va restar vigent fins que la llibreria esdevingué una institució cultural autònoma el 2005.
Després de la fundació de l'Estat Lliure d'Irlanda en 1924-1925 la Biblioteca fou transferida al Departament d'Educació sota el qual qua romandre fins que el 1986 fou transferida al Departament d'An Taoiseach. El 1927 la Biblioteca li fou concedit l'estatut de dipòsit legal sota la Llei de Protecció de la Propietat Industrial i Comercial de 1927. El 1992 la Biblioteca fou transferida al nou Departament d'Arts, Patrimpni i Gaeltacht (ara Arts, Esport i Turisme) i el 3 de maig de 2005 esdevingué una institució cultural autònoma per la Llei d'Institucions Culturals Nacionals de 1997.

## Col·leccions
La Llibreria Nacional d'Irlanda allotja les notes personals i llibres de treball d'eminents escriptors: 
- James Joyce[1]
- William Butler Yeats[1]
- Seamus Heaney[1]
- Michael D. Higgins[1]
- Colm Tóibín[1]
- Roddy Doyle[1]